# Herzsport
Herzsport (auch Coronarsport oder Koronarsport genannt) ist eine Rehabilitationsmaßnahme für Patienten mit kardialen Erkrankungen. Nach Abschluss der kardiologischen Behandlung wird zur Wiederherstellung bzw. Optimierung der durch die Erkrankung möglicherweise reduzierten körperlichen Fähigkeiten der Herzsport ärztlich verordnet und von den Krankenkassen je nach Krankheitsbild des Einzelnen finanziell über einen kurzen Zeitraum (1–2 Jahre) oder längere Zeiträume gefördert.

## Geschichte des Koronarsports in Deutschland
Die ersten Dauerlaufgruppen zum Koronarsport wurden von Ernst van Aaken in Waldniel Ende der 1960er Jahre gegründet. Die griff das Institut für Leibesübungen der Georg-August-Universität Göttingen auf, wo Wilhelm Henze und Rolf Dieckmann ein Modell entwickelte, das auch Spielelemente enthielt und seit Mitte der 1970er Jahre zunächst in Niedersachsen, ebenso aber in den Median Kliniken Bernkastel durch Dipl.Sportlehrer/Sportwissenschaftler Peter Reinartz, Absolvent der Johannes-Gutenberg-Universität Mainz,  dann bundesweit Verbreitung fand. Sie waren damit auch insgesamt führend, da die Entwicklung weltweit zum selben Zeitpunkt das bisherige Paradigma des Schonens umkehrte.
„Diese ‚Rehabilitationskette‘ wurde erstmals in größerem Stil mit Beginn der 1970er Jahre im Rahmen des Hamburger Modells durchgeführt (Hans-Georg Ilker, 1973; Donat, 1974).“ Ende 1979 gab es in der Bundesrepublik Deutschland schon mehr als 200 Koronargruppen.

## Durchführung
Der Herzsport wird von Gesundheitssportvereinen, Sportvereinen, Rehabilitationskliniken und anderen Trägern (z. B. Diakonieverein, Kneippverein, VHS oder von Kardiologen in einem Förderverein) in Form von örtlichen Herzsportgruppen (auch „Coronargruppen“ genannt) durchgeführt. Dabei werden die Patienten nach einer kardiologischen Untersuchung hinsichtlich ihrer aktuellen Leistungsfähigkeit und der Rehabilitationsziele beurteilt und danach in verschiedene Gruppen eingeteilt (Übungsgruppen {bei einer Belastbarkeit von weniger als 75 W}, Trainingsgruppen {bei einer Belastbarkeit von mehr als 75 W}). Anhand dieser Beurteilung und Gruppenzuordnung werden die Patienten unter kardiologischer Kontrolle durch einen bei der Übungs- oder Trainingsveranstaltung anwesenden Arzt betreut und von einem speziell ausgebildeten Herzsport-Übungsleiter angeleitet.

## Ziele
Der Patient soll seine individuellen Möglichkeiten im Rahmen der jeweiligen Erkrankung (und daraus resultierenden Einschränkungen) einschätzen und nutzen lernen. Die Situation nach kardialen Erkrankungen ist für den Patienten in zweierlei Hinsicht problematisch:
- er muss die neue physiologische Situation annehmen und seine neuen Grenzen kennenlernen und
- er muss die psychologische Problematik (Erkennen der eigenen Schwäche/Schwächung und daraus resultierender Belastungsangst) überwinden.

Daher ist nicht eine Ausdauer-/Leistungssteigerung das Ziel einer Herzsportgruppe, sondern die Vermeidung falscher Schonung, die Anpassung der Koordination und das Erkennen der vorhandenen Leistungsfähigkeit und deren Grenzen. Damit sollen die Patienten in die Lage versetzt werden, die ihnen zur Verfügung stehenden Möglichkeiten angstfrei zu nutzen und eine Wiedereingliederung in das Berufsleben zu erreichen.

## Medizinischer Hintergrund
Chronische Herzerkrankungen wirken auf den gesamten Organismus. Durch eine 'Überschonung' werden die negativen Auswirkungen der Herzerkrankung erhöht, eine der Erkrankung angepasste körperliche Betätigung wirkt dem entgegen und verbessert den Allgemeinzustand.
Für die Besonderheiten des Herzsports bei Kindern siehe Kinderherzsport.